# SPRINT (小型科学衛星)
SPRINT シリーズとは、宇宙航空研究開発機構 (JAXA) の一連の小型科学衛星、およびそれらに共通して使用される衛星バスを指す。シリーズ一号機となる惑星分光観測衛星 SPRINT-A（愛称: ひさき）は2013年9月14日に打ち上げられた。小型科学衛星2号機 SPRINT-B をERG計画の一環として2016年12月20日に打ち上げられたジオスペース探査衛星（愛称: あらせ）とする資料も散見されるが、こちらの衛星に関しては計画名のERG（エルグ）により呼称される場合の方が多い。

## 衛星バス
SPRINT シリーズの計画目標として、迅速な小型科学衛星の開発・打ち上げのため「セミオーダメイド型バス」を確立することが掲げられ、JAXAとNECが協力して小型科学衛星標準バス（SPRINTバス）が開発された。特徴としては、衛星のデータインターフェースとして欧州宇宙機関が管理する国際規格であるSpaceWireを採用したことにより、設計がモジュール化されたことが挙げられている。様々な科学ミッションに柔軟に対応するためいくつかのオプションが設定されており、たとえばあらせには低軌道において重いミッション機器を運用するためのオプションBが使用されている。